# Tipula pendulifera
Tipula pendulifera är en tvåvingeart som beskrevs av Alexander 1919. Tipula pendulifera ingår i släktet Tipula och familjen storharkrankar. Inga underarter finns listade i Catalogue of Life.